# Acanthophyllum elatius
Acanthophyllum elatius là loài thực vật có hoa thuộc họ Cẩm chướng. Loài này được Bunge mô tả khoa học đầu tiên năm 1867.